# Octinodes capillatus
Octinodes capillatus là một loài bọ cánh cứng trong họ Cebrionidae. Loài này được Candèze miêu tả khoa học năm 1863.